# Brookside Village
Brookside Village è un centro abitato degli Stati Uniti d'America, situato nella contea di Brazoria dello Stato del Texas.

## Società

### Evoluzione demografica
Secondo il censimento del 2000, c'erano 1.960 persone, 655 nuclei familiari, e 535 famiglie residenti nella città. La densità di popolazione era di 930,8 persone per miglio quadrato (358,7/km²). C'erano 708 unità abitative a una densità media di 336,2 per miglio quadrato (129,6/km²). La composizione etnica della città era formata dal 74,03% di bianchi, il 3,11% di afroamericani, lo 0,51% di nativi americani, lo 0,82% di asiatici, il 20,46% di altre etnie, e l'1.07% di due o più etnie. Gli ispanici o latinos di qualunque razza erano il 43,62% della popolazione.
C'erano 655 nuclei familiari di cui il 32,8% avevano figli di età inferiore ai 18 anni, il 66,9% erano coppie sposate conviventi, il 9,6% aveva un capofamiglia femmina senza marito, e il 18,2% erano non-famiglie. Il 13,6% di tutti i nuclei familiari erano individuali e il 5,0% aveva componenti con un'età di 65 anni o più che vivevano da soli. Il numero di componenti medio di un nucleo familiare era di 2,99 e quello di una famiglia era di 3,22.
La popolazione era composta dal 24,9% di persone sotto i 18 anni, l'8.8% di persone dai 18 ai 24 anni, il 31,0% di persone dai 25 ai 44 anni, il 22,3% di persone dai 45 ai 64 anni, e il 13,0% di persone di 65 anni o più. L'età media era di 37 anni. Per ogni 100 femmine c'erano 117,5 maschi. Per ogni 100 femmine dai 18 anni in giù, c'erano 117,3 maschi.
Il reddito medio di un nucleo familiare era di 44.650 dollari, e quello di una famiglia era di 50.625 dollari. I maschi avevano un reddito medio pro capite di 32.500 dollari contro i 27.981 dollari delle femmine. Il reddito medio pro capite totale era di 18.609 dollari. Circa il 10,1% delle famiglie e il 16,1% della popolazione erano sotto la soglia di povertà, incluso il 20,2% di persone sotto i 18 anni e il 5,6% di persone di 65 anni o più.